# Carla Bruni
Carla Gilberta Bruni Tedeschi Sarkozy (Turim, 23 de dezembro de 1967), é uma supermodelo, cantora, compositora e atriz italiana, de ascendência francesa.
Desde 2008 está casada com o 23.° presidente da França, Nicolas Sarkozy, tendo sido a primeira-dama do país até 2012.

## Biografia

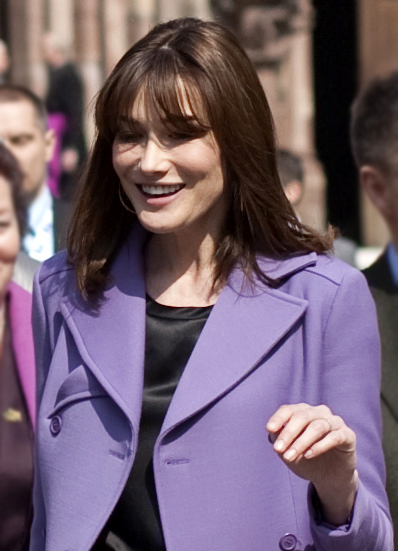
Carla Bruni na 22ª cimeira da NATO em Estrasburgo, 2009.

Nascida no norte da Itália, Carla sempre foi apaixonada por música desde a infância, devido a influência de sua mãe, visto que é filha da pianista Marisa Borini, que era casada com Alberto Bruni Tedeschi, um colecionador de artes, dono de indústrias e também compositor de música clássica.
Carla, apesar de ser italiana, possui ascendência francesa, visto que sua avó materna era francesa e imigrou para a Itália no início do século XX. A artista é oriunda de uma família ligada à CEAT (fábrica italiana de pneus) e à ENI (petrolífera italiana, outrora estatal), Bruni foi com os pais e os irmãos para um exílio na França em 1975, fugindo das Brigadas Vermelhas, organização terrorista de cunho marxista que recorreu a sequestros e assassinatos naquele período da história italiana. Passou a infância em Paris e a adolescência em Berna, na Suíça. Aos 18 anos voltou a viver na França, onde iniciou o curso de moda na Universidade de Sorbonne, não tendo concluído por opção.
Carla é a filha mais nova. Seus irmãos são: Valeria Bruni Tedeschi, nascida em 1966, e Virgínio Bruni Tedeschi, nascido em 1959, que faleceu em julho de 2006, por um conjunto de doenças oportunistas decorrentes do HIV, o que abalou toda a família.
Devido a uma reportagem da revista Vanity Fair, ficou-se sabendo que Carla Bruni descobriu, em 1996, não ser filha do homem que sempre acreditou ser seu pai. Acabou sabendo por sua mãe que seu pai biológico é o empresário italiano, que vive no Brasil desde os anos 1970, Maurizio Remmert. "Quando [o pai que a criou] estava doente, Marisa [sua mãe] contou a Carla quem era seu pai. Foi uma conversa de adultas, entre mãe e filha", afirmou Maurizio, Carla cuidou de seu pai no leito de morte, e descobriu que desde sua adolescência ele havia descoberto não ser o seu pai biológico, mas que perdoou a traição de sua mãe para ficar perto de seus filhos.  Com o tempo, Carla conseguiu perdoar a mãe por tê-la escondido essa informação. Ela descobriu que seu pai biológico sempre soube da verdade, mas por insistência de sua mãe em permanecer casada, pediu que ele fosse embora, pois, segundo sua mãe, não haveria possibilidade de futuro na relação dos dois, que foi casual e resultou numa gravidez inesperada. Na época sua mãe tinha 32 anos, pianista, casada e com dois filhos, e seu pai biológico era um estudante universitário de apenas 19 anos sem emprego fixo. Além de descobrir que seus dois irmãos na verdade são seus meio-irmãos maternos, descobriu também possuir uma meia-irmã paterna, chamada Consuelo Remmert.
O jornal brasileiro O Estado de S. Paulo publicou, em 9 de janeiro de 2008, uma entrevista com Maurizio Remmert, empresário italiano radicado no Brasil há décadas, que seria o verdadeiro pai de Carla, tendo sido amante de sua mãe durante seis meses. Na ocasião, ele declarou que era sua primeira e única entrevista sobre a filha e que não voltaria a falar aos jornais sobre ela. Apesar da dificuldade, Carla o perdoou e se aproximou de seu pai biológico, e conseguiu ficar amiga dele, compreendendo posteriormente que ele nunca foi conhecê-la porque sua mãe não havia deixado, e ele era muito jovem e inexperiente. Apesar da proximidade, Carla manteve o sobrenome de seu pai de criação em seu registro.

### Carreira de modelo
Em 1988 abandonou os estudos universitários para se dedicar à carreira de modelo, e aos 19 anos assinou um contrato com a agência de modelos City Models. Após ser escolhida para uma campanha da marca Guess, Bruni trabalhou para várias outras grifes tais como Christian Dior, Versace, Chanel entre outras. Considerada uma das mais belas modelos de sua época, Carla Bruni foi contemporânea de Claudia Schiffer, Naomi Campbell, Linda Evangelista e Kate Moss no mundo da moda - a primeira geração de top models internacionalmente famosas. No fim dos anos 1980, era uma das vinte modelos mais bem pagas do mundo, ganhando cerca de 7,5 milhões de dólares por temporada. Em 11 de Abril de 2008, uma foto de Bruni nua de 1993 foi vendida em leilão por 91 000 dólares (65 009 euros) - mais de 60 vezes o preço esperado.

### Música e Teatro
Depois de uma carreira bem sucedida como modelo de 1988 a 1998, trocou as passarelas pela música, mas ainda mantém seu trabalho como modelo, porém somente como modelo de fotografia e não mais de passarela. No mundo musical, Carla mantém também uma carreira muito sólida e bem sucedida: Lançou três discos até a presente data: Quelqu'un m'a dit (de 2002, cantado em francês), No promises (de 2006, cantado em inglês) e Comme Si De Rien N'Était (de 2008, cantado em inglês e em francês); este último contendo algumas letras polêmicas e que fazem alusão a seu atual marido, o ex- presidente da França Nicolas Sarkozy, como Tu Es Ma Came, Je Suis une Enfant, Ta Tienne  e You Belong to me.
Em 2002 lançou seu primeiro disco "Quelqu'un m'a dit", em que a canção era a principal influência; elogiado pela crítica, vendeu mais de 200 mil cópias na França e foi número 1 em vendas na Amazon do país. Com o lançamento desse álbum, a canção passou a fazer parte definitivamente de sua vida.
Em janeiro de 2007, seguiu-se "No promises", cujas letras de própria autoria deram lugar a poemas de William Butler Yeats e Emily Dickinson, dentre outros.
Em abril de 2013 lançou seu quarto disco intitulado Little french songs. Carla Bruni também investiu na carreira de atriz, tendo participado de algumas peças teatrais, tanto infantis quanto de adultos.

### Vida Pessoal
Sempre discreta em sua vida pessoal, manteve relacionamentos estáveis ao longo de sua vida. Os mais conhecidos foram as relações afetivas com os cantores Mick Jagger e Eric Clapton, com o político Donald Trump e com os atores Kevin Costner e Vincent Perez, tendo sido vista algumas vezes pela imprensa acompanhada de homens anônimos.
Em março de 1998 começou a namorar um francês, o professor de filosofia Raphaël Enthoven. Em janeiro de 2001 descobriu estar grávida de três meses. A partir daí o casal decidiu morar juntos. Em 21 de julho de 2001 deu à luz de parto normal, em Paris, a seu primeiro filho: Aurélien Bruni Tedeschi Enthoven. Após divergências conjugais, o casal separou-se em agosto de 2007.
No mesmo ano, em dezembro, surgiram rumores na imprensa francesa, afirmando que Carla estaria namorando o Presidente da França, Nicolas Sarkozy, recém-separado, após trair sua esposa. Carla foi acusada de ter sido o pivô da separação, mas ela negou. Em janeiro de 2008 o casal assumiu estar juntos desde dezembro, estando muito apaixonados, e que se casariam em breve.
Carla e Nicolas casaram-se no dia 2 de fevereiro de 2008 no Palácio do Eliseu, em Paris.
Em 17 de maio de 2011 anunciou oficialmente estar gravida do Presidente Nicolas Sarkozy, e em 19 de outubro deste ano, nasceu, de parto normal, em Paris, a filha do casal: Giulia Bruni Tedeschi Sarkozy. É o segundo filho de Carla, e o quarto filho de Nicolas.
A artista é poliglota, se expressando fluentemente em italiano, sua língua materna, inglês e francês, idiomas nos quais também compõe, canta e atua.

## Vida como primeira-dama
Após a oficialização de sua união com Nicolas, Carla Bruni reforçou seu papel durante as visitas de estado de seu marido, incluindo a visita ao Reino Unido em Março de 2008. Após as primeiras viagens ao lado do marido, Bruni recebeu um gabinete na ala leste do Eliseu, com direito a um secretário particular.
Assim como as antecessoras, Carla Bruni não possui um papel constitucionalmente definido, mas deve comparecer ao lado do presidente em certas ocasiões. Contudo, Carla representou-o no encontro com o Dalai Lama em 2008.
Logo durante sua primeira visita oficial como primeira-dama, Bruni foi alvo de controvérsias por parte de um leilão da Christie's realizado quando ela ainda era modelo. Supostamente a casa de leilão teria vendido uma foto de Carla completamente nua por 91 mil dólares. Os tabloides britânicos também revelaram grande interesse no estilo de Carla Bruni. Segundo fontes dos tabloides, Carla vestia roupas assinadas pela Dior, mas que na verdade foram desenhadas por John Galliano.
Outro fato controverso sobre Carla é uma popular foto em que ela aparece ao lado do marido numa propaganda da Ryanair.
Em janeiro de 2010 Carla visitou o Benim pela segunda vez, como embaixadora do Fundo Global, e encontrou-se com as famílias adotivas dos órfãos haitianos sobreviventes do terremoto que arrasou o país. Mesmo com toda a sua conduta digna de elogios, Carla Bruni foi criticada pelo Papa Bento XVI por seus princípios de luta contra a AIDS, mas as críticas não tiveram tanta repercussão. Tempo depois, os Obama declararam que poderiam trabalhar com Carla nesta causa.

## Discografia

Capa do álbum Comme si de rien n'était.

### Álbuns
- 2002 - Quelqu'un m'a dit
- 2007 - No promises
- 2008 - Comme si de rien n'était
- 2013 - Little french songs

### Outras aparições
- 2016 - Vole (single de caridade com Nolwenn Leroy, Alain Souchon, Laurent Voulzy...)

## Filmografia
| Ano  | Filme                  | Papel             | Notas                     |
| ---- | ---------------------- | ----------------- | ------------------------- |
| 2009 | Somebody Told Me About | Ela mesma         | 80 minutos - documentário |
| 2011 | "Meia-noite em Paris"  | Diretora do Museu |                           |